# Адрієнн Хегюдюш
Адрієнн Хегюдюш (угор. Adrienn Hegedűs; нар. 26 грудня 1977) — колишня угорська тенісистка.
Найвищу одиночну позицію світового рейтингу — 178 місце досягла 24 вересня 2001, парну — 202 місце — 27 грудня 1999 року.
Здобула 11 одиночних та 7 парних титулів.

## Фінали ITF

### Одиночний розряд: 13 (11–2)
| Легенда          |
| ---------------- |
| турніри $100,000 |
| турніри $75,000  |
| турніри $50,000  |
| турніри $25,000  |
| турніри $10,000  |

| Фінали за покриттям |
| ------------------- |
| Тверде (3–0)        |
| Ґрунт (7–1)         |
| Трава (0–0)         |
| Килим (1–1)         |

| Результат | Ранг | Дата              | Місце                        | Покриття  | Суперниця          | Рахунок            |
| --------- | ---- | ----------------- | ---------------------------- | --------- | ------------------ | ------------------ |
| Перемога  | 1.   | 9 лютого 1997     | ITF Рейк'явік, Ісландія      | Килим (i) | Марілен Лузі       | 6–2, 6–4           |
| Перемога  | 2.   | 26 травня 1997    | ITF Brixen im Thale, Австрія | Ґрунт     | Адріана Барна      | 6–3, 6–3           |
| Перемога  | 3.   | 24 серпня 1997    | ITF Samut Prakan, Таїланд    | Тверде    | Сувімол Дуанчань   | 6–4, 6–4           |
| Перемога  | 4.   | 31 серпня 1997    | ITF Бангкок, Таїланд         | Тверде    | Kim Eun-kyung      | 6–0, 6–3           |
| Поразка   | 1.   | 8 лютого 1998     | ITF Стамбул, Туреччина       | Килим (i) | Ебігейл Тордофф    | 3–6, 3–6           |
| Перемога  | 5.   | 23 серпня 1998    | ITF Марибор, Словенія        | Ґрунт     | Каталін Мішкольці  | 7–5, 6–2           |
| Перемога  | 6.   | 28 березня 1999   | ITF Петруполі, Греція        | Ґрунт     | Марина Лазаровська | 7–5, 6–3           |
| Перемога  | 7.   | 23 квітня 2000    | ITF Філотеї, Греція          | Ґрунт     | Марина Лазаровська | 7–6(7–2), 6–1      |
| Поразка   | 2.   | 3 вересня 2000    | ITF Пльзень, Чехія           | Ґрунт     | Алена Вашкова      | 4–5(7–9), 2–4, 1–4 |
| Перемога  | 8.   | 1 жовтня 2000     | ITF Анталія, Туреччина       | Ґрунт     | Олена Яришко       | 7–6(7–4), 7–5      |
| Перемога  | 9.   | 5 листопада 2000  | ITF Каїр, Єгипет             | Ґрунт     | Даніела Клеменшиц  | 4–0, 4–0, 5–3      |
| Перемога  | 10.  | 12 листопада 2000 | ITF Ель-Мансура, Єгипет      | Ґрунт     | Джулія Меруцці     | 4–2, 5–3, 4–1      |
| Перемога  | 11.  | 5 серпня 2001     | ITF Альгеро, Італія          | Тверде    | Флавія Пеннетта    | 6–4, 6–4           |

### Парний розряд: 18 (7–11)
| Легенда          |
| ---------------- |
| турніри $100,000 |
| турніри $75,000  |
| турніри $50,000  |
| турніри $25,000  |
| турніри $10,000  |

| Фінали за покриттям |
| ------------------- |
| Тверде (1–3)        |
| Ґрунт (2–5)         |
| Трава (0–0)         |
| Килим (4–3)         |

| Результат | Ранг | Дата              | Місце                     | Покриття  | Партнерка           | Суперниці                            | Рахунок             |
| --------- | ---- | ----------------- | ------------------------- | --------- | ------------------- | ------------------------------------ | ------------------- |
| Поразка   | 1.   | 8 лютого 1997     | ITF Рейк'явік, Ісландія   | Килим (i) | Нора Кевеш          | Лінда Янссон Анніка Ліндстедт        | 6–4, 1–6, 2–6       |
| Поразка   | 2.   | 11 жовтня 1997    | ITF Салоніки, Греція      | Тверде    | Нора Кевеш          | Катя Альтілія Шарлотте Оґор          | 6–7(5–7), 1–6       |
| Перемога  | 1.   | 6 лютого 1998     | ITF Стамбул, Туреччина    | Килим (i) | Габріела Хмелінова  | Ольга Виметалкова Гана Шромова       | 6–4, 4–6, 6–2       |
| Поразка   | 3.   | 11 липня 1998     | ITF Ф'юмічіно, Італія     | Ґрунт     | Хотта Томое         | Алессія Ломбарді Андрея Ехрітт-Ванк  | 2–6, 4–6            |
| Перемога  | 2.   | 7 березня 1999    | ITF Бухен, Німеччина      | Килим (i) | Анна Бєлень-Жарська | Анжеліка Бахманн Ліза Фріц           | 6–4, 6–2            |
| Поразка   | 4.   | 26 березня 1999   | ITF Петруполі, Греція     | Ґрунт     | Ванесса Генке       | Андреа ван ден Гурк Йоланда Менс     | 4–6, 3–6            |
| Поразка   | 5.   | 10 липня 1999     | ITF Амерсфорт, Нідерланди | Ґрунт     | Штефані Гайднер     | Наташа Ґалауза Деббі Гак             | 6–7(2–7), 4–6       |
| Поразка   | 6.   | 25 вересня 1999   | ITF Салоніки, Греція      | Килим     | Адріана Барна       | Суріна Де Беер Елені Даніліду        | 2–6, 3–6            |
| Перемога  | 3.   | 12 лютого 2000    | ITF Любляна, Словенія     | Килим (i) | Надія Островська    | Ольга Благотова Гана Шромова         | 7–5, 6–3            |
| Перемога  | 4.   | 27 лютого 2000    | ITF Бухен, Німеччина      | Килим (i) | Майке Каутстал      | Магдалена Кучерова Людмила Ріхтерова | 6–4, 6–2            |
| Поразка   | 7.   | 21 квітня 2000    | ITF Filothei]], Греція    | Ґрунт     | Кінга Берец         | Магда Міхалаке Аліенор Трісеррі      | 2–6, 7–5, 5–7       |
| Перемога  | 5.   | 27 травня 2000    | ITF Biella]], Італія      | Ґрунт     | Кірстін Фрає        | Ева Фіслова Зузана Гейдова           | 6–2, 6–4            |
| Перемога  | 6.   | 23 вересня 2000   | ITF Анталія, Туреччина    | Тверде    | Б'янка Кремер       | Маша Весеняк Уршка Весеняк           | 6–4, 6–4            |
| Поразка   | 8.   | 30 вересня 2000   | ITF Анталія, Туреччина    | Ґрунт     | Б'янка Кремер       | Маша Весеняк Уршка Весеняк           | 1–6, 6–2, 2–6       |
| Перемога  | 7.   | 11 листопада 2000 | ITF Ель-Мансура, Єгипет   | Ґрунт     | Даніела Клеменшиц   | Джулія Меруцці Моніка Скартоні       | 5–4(7–5), 4–2, 4–0  |
| Поразка   | 9.   | 11 березня 2001   | ITF Бухен, Німеччина      | Килим (i) | Естер Мольнар       | Даніела Клеменшиц Сандра Клеменшиц   | 6–7(5–7), 6–7(8–10) |
| Поразка   | 10.  | 28 квітня 2001    | ITF Сеул, Південна Корея  | Тверде    | Анжеліка Бахманн    | Кім Ин Ха Вінне Пракуся              | 3–6, 2–6            |
| Поразка   | 11.  | 21 липня 2001     | ITF Вальядолід, Іспанія   | Тверде    | Естер Мольнар       | Ніна Дюбберс Франческа Любіані       | 2–6, 6–7(4–7)       |

## Участь у Кубку Федерації

### Парний розряд
| Розіграш             | Стадія           | Дата           | Місце           | Супротивник                    | Покриття | Партнерка    | Суперниці                        | W/L | Рахунок             |
| -------------------- | ---------------- | -------------- | --------------- | ------------------------------ | -------- | ------------ | -------------------------------- | --- | ------------------- |
| Кубок Федерації 1998 | E/A Zone Group I | 14 квітня 1998 | Мурсія, Іспанія | Швеція                         | Ґрунт    | Жофія Губачі | Оса Свенссон Крістіна Тріска     | L   | 4–6, 3–6            |
| Кубок Федерації 1998 | E/A Zone Group I | 15 квітня 1998 | Мурсія, Іспанія | Жіноча збірна України з тенісу | Ґрунт    | Петра Гашпар | Тетяна Ковальчук Олена Татаркова | L   | 4–6, 7–6(10–8), 3–6 |